# Newcastle (Utah)
Newcastle es un lugar designado por el censo situado en el condado de Iron, Utah  (Estados Unidos). Según el censo de 2010 tenía una población de 247 habitantes.

## Demografía
Según el censo de 2010, Newcastle tenía una población en la que el 88,7% eran blancos, 0,0% afroamericanos, 0,4% amerindios, 0,0% asiáticos, 0,0% isleños del Pacífico, el 10,9% de otras razas, y el 0,0% pertenecían a dos o más razas. Del total de la población el 19,0% eran hispanos o latinos de cualquier raza.